# Deutsche Anwaltauskunft
Die Deutsche Anwaltauskunft ist ein vom Deutschen Anwaltverein (DAV) ins Leben gerufenes Online-Rechtsportal. 

## Geschichte
Die Deutsche Anwaltauskunft ging 1999 ursprünglich als Ergänzung eines Telefondienstes  online. Mitarbeiter des 
DAV hatten Rechts- und Ratsuchende zunächst telefonisch an einen Rechtsanwalt vermittelt. Auf der Website sollte dieser Dienst nun auch über eine Suchmaschine möglich sein. Über die Jahre wurde die Website um Nachrichten zu Urteilen ergänzt und 2013 schließlich als juristisches Online-Magazin neu aufgelegt. Die Funktion „Anwaltssuche“ blieb neben der Erweiterung um einen redaktionellen Teil bestehen.

## Konzept
Die Deutsche Anwaltauskunft ist gegenwärtig zweigliedrig angelegt: Über die „Anwaltssuche“ finden Nutzer der Website einen Rechtsbeistand. Laut Aussage des Betreibers befinden sich in der Datenbank die Daten/Adressen von 67.000 Anwälten. Erste Informationen zu Rechtsfragen erhalten sie unterstützend in den Rubriken „Magazin“ und „Ratgeber“. Schwerpunkte in der Berichterstattung sind vorrangig Verbraucherthemen. Das redaktionelle Spektrum im Magazin und Ratgeber erstreckt sich von Kurzmeldungen zu Gerichtsurteilen über Hintergrundberichte und Reportagen bis hin zu Kommentaren oder Interviews. Ergänzt wird dieses Angebot um Videoreihen und Podcasts. 

## Referenzen
- September 2000: Die Stiftung Warentest stuft in ihrer Zeitschrift Finanztest Ausgabe 09/2000 nach einem Preis-Leistungs-Vergleich verschiedener Suchdienste die Deutsche Anwaltauskunft, im Vergleich zu dem 0190-Dienst „Anwaltsdatenbank“ als die bessere ein.[2]
- Oktober 2000: Bei einem Vergleich verschiedener Internet-Suchdienste der Zeitschrift Men’s Health wird die Deutsche Anwaltauskunft als  „umfangreichste Datenbank ohne viel Schnickschnack“ bewertet.[3]
- September 2005: Seit Ende September 2005 sponsert die Deutsche Anwaltauskunft die Sendung „Recht & Steuern“.[4]  des Nachrichtensenders n-tv.[5]
- März 2013: In ihrer Ausgabe 03/2013 beschäftigt sich die Zeitschrift Finanztest der Stiftung Warentest mit dem Thema „Anwaltssuche: Der beste Weg zum Anwalt“. Die Redaktion vergleicht verschiedene  Anwaltssuchportale miteinander. Die Deutsche Anwaltauskunft ist einer der Testsieger. Das Fazit der Tester: „Große und übersichtliche Seite mit vielfältigen Suchmöglichkeiten“. Unter anwaltauskunft.de fanden die Redakteure zu den einzelnen Suchanfragen die meisten Anwältinnen und Anwälte aller Suchportale.[6]